# توما الهرقلي
توما الهرقلي أو توماس الهرقلي كان أسقفًا ميافيزيًا من أوائل القرن السابع . تلقى تعليمه باللغة اليونانية في دير قنشري، وأصبح أسقفًا على مابوغ في الشام. عزله المطران دوميتيان المليتيني المناهض للميافيزيين من منصبه كأسقف قبل عام 602.
عاش هو وبولس التلّي في المنفى في دير إيناتون القبطي بالقرب من الإسكندرية بمصر. وبناءً على طلب أثناسيوس الأول، عملوا على ترجمة الكتاب المقدس اليوناني إلى اللغة السريانية. انتهى من ترجمة العهد الجديد، المعروفة بالسريانية باسم هاركلينسيس، في عام 616. في هذا الوقت، تمت إضافة رسائل بطرس الثانية، ويوحنا الثانية، ويوحنا الثالثة، ويهوذا، ورؤيا يوحنا إلى الكتاب المقدس السرياني. وبعدها تم استبعادهم.